# Barāftāb-e Meleh Mārān
Barāftāb-e Meleh Mārān (persiska: بر آفتاب مله ماران) är en ort i Iran.   Den ligger i provinsen Ilam, i den västra delen av landet, 500 km sydväst om huvudstaden Teheran. Barāftāb-e Meleh Mārān ligger 1 072 meter över havet och antalet invånare är 149.
Terrängen runt Barāftāb-e Meleh Mārān är kuperad norrut, men söderut är den bergig. Runt Barāftāb-e Meleh Mārān är det ganska glesbefolkat, med 39 invånare per kvadratkilometer. Närmaste större samhälle är Lūmār, 9,7 km sydost om Barāftāb-e Meleh Mārān. Omgivningarna runt Barāftāb-e Meleh Mārān är i huvudsak ett öppet busklandskap.